# Ramón Cid
Ramón Cid Pardo (San Sebastián, 15 de agosto de 1954) es un exatleta español especializado en la disciplina de triple salto. Entre 2013 y 2018 ocupó el cargo de director técnico de la Real Federación Española de Atletismo (RFEA).

## Biografía

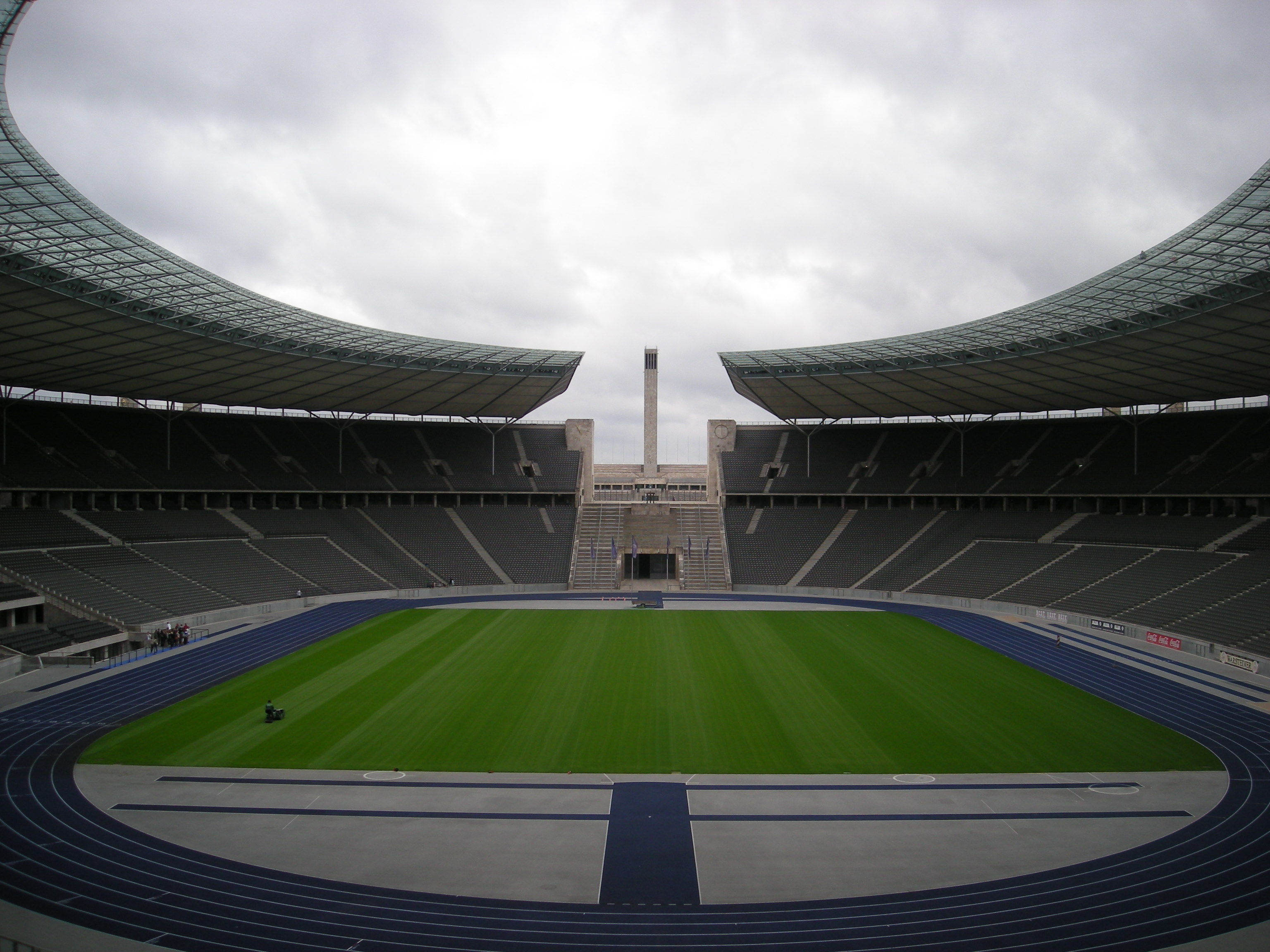
El Estadio Olímpico de Berlín, donde se celebró el Campeonato de Europa de atletismo de 2018

Cid, en su etapa como atleta, fue triplista y según el periodista Carlos Arribas de El País, el mejor de España en su época.
En los últimos años antes de ocupar su cargo como director técnico de la Real Federación Española de Atletismo fue el responsable de los saltadores.
Sucedió a José María Odriozola, quien ocupara el cargo durante 24 años.
En el Campeonato Europeo de Atletismo de 2018 celebrado del 6 al 12 de agosto en el Estadio Olímpico de Berlín, la selección española consiguió 8 medallas:
- Dos de oro (los marchadores María Pérez García y Álvaro Martín),
- Dos de plata (el obstaculista Fernando Carro y el marchador Diego García Carrera), y
- Cuatro de bronce (la triplista Ana Peleteiro, la marchadora Julia Takacs, e vallista Orlando Ortega y los relevistas de 4 x 400.

Además, la selección española alcanzó el cuarto puesto en la clasificación por puntos, por detrás de Alemania, Reino Unido, Polonia y Francia.
Al final de la temporada 2017-2018 dejó la dirección técnica de la RFEA. Desde entonces se ha dedicado a entrenar a diversos atletas españoles.

## Marcas personales como triplista

### Pista cubierta
- 1 de octubre de 1980: 16,69 m, Madrid.
- 11 de setiembre de 1979: 16,71 m, Ciudad de México.[1]

### Aire libre
- 1 de marzo de 1980: 16,36 m, Sindelfingen (Alemania).[1]